# Sabratha (sito archeologico)

Mappa del sito archeologico di Sabratha.

Il sito archeologico di Sabratha è situato sulla costa mediterranea, a circa 1,5 km a nord ovest dal centro della moderna Sabratha, in Libia. È oggi fruibile grazie al lavoro compiuto nel 1920 dagli archeologi italiani, diretti da Renato Bartoccini (a quel tempo ispettore presso la "Soprintendenza ai monumenti e scavi della Tripolitania"), che hanno riportato alla luce e parzialmente ricostruito gran parte dei reperti oggi presenti nell'area.

## Storia degli scavi
Quando la Libia divenne una colonia italiana, il sito di Sabratha fu oggetto di scavi da parte di Renato Bartoccini prima e Giacomo Guidi poi (a partire dal 1928). Dal 1932 Guidi si occupò della ricostruzione della scena del teatro romano (oggetto di scavi dal 1927), sulla base dei filari di muratura ancora in piedi e delle numerose colonne rinvenute. I lavori si conclusero nel 1937 ad opera di Giacomo Caputo e il teatro fu inaugurato alla presenza di Benito Mussolini con una rappresentazione dell'Edipo re" di Sofocle.

## Descrizione
Il monumento più importante del sito è il grande teatro romano, localizzato nella zona est. La data di costruzione non è certa, si ritiene sia stato realizzato tra il II ed il III secolo. La parte più spettacolare è costituita dal muro della scena, che è formato da tre piani con colonne di marmo sovrapposte. Anche la scalinata è ben conservata e offre uno spettacolo suggestivo. Si calcola che sui suoi 11 gradini circolari potessero trovare posto circa 5.000 persone.
Nella zona ovest si trova il Forum con alcuni templi e altri monumenti. Fra questi il tempio di Antonino Pio, il tempio di Giove e la Basilica cristiana fatta costruire da Giustiniano con il pavimento a mosaico (visibile nel museo). Altri mosaici colorati molto ben conservati sono visibili nelle terme prospicienti la spiaggia.
Altri interessanti monumenti di epoca romana sono: il Tempio di Liber Pater, il Tempio di Serapide, il Tempio di Ercole e, nella zona est, sul mare, il Tempio di Iside.
Nella zona ovest, al di qua delle mura bizantine che circondano il Forum ed i templi romani, si trova il mausoleo di Bes. Trattasi di una costruzione del II secolo a.C. in stile architettonico punico-ellenistica molto simile a quello del "Mausoleo di Massinissa" a Thugga. Questo mausoleo è stato in gran parte ricostruito da archeologi libici dopo il 1920.
A meno di un chilometro di distanza dal sito, in direzione ovest, alla periferia della città, si trovano i resti dell'anfiteatro romano costruito nel II secolo d.C. che poteva ospitare circa 10.000 spettatori. Le gradinate sono abbastanza ben conservate e sono ben visibili le gallerie sotterranee utilizzate per far entrare le belve nell'arena.
Il sito è completato da due musei: il Museo Romano ed il Museo Punico. Il primo contiene oggetti ritrovati nelle tombe di Sabratha, mosaici e statue. Notevole un busto di Giove. Nel museo punico il reperto più interessante è una statua che rappresenta il dio Bes.